# Cesar Beer
Julius Cesar Beer, född 1822, var en svensk cellist vid Kungliga hovkapellet.

## Biografi
Cesar Beer var son till violinisten Johann Adolph Beer. Beer var anställd vid hovkapellet i S:t Petersburg. Han anställdes den 1 juli 1857 som cellist vid Kungliga hovkapellet i Stockholm och slutade den 1 juli 1858.